# Monommata viridis
Monommata viridis är en hjuldjursart som beskrevs av Myers 1937. Monommata viridis ingår i släktet Monommata och familjen Notommatidae. Inga underarter finns listade i Catalogue of Life.